# Mecklenburgisches Kutschenmuseum

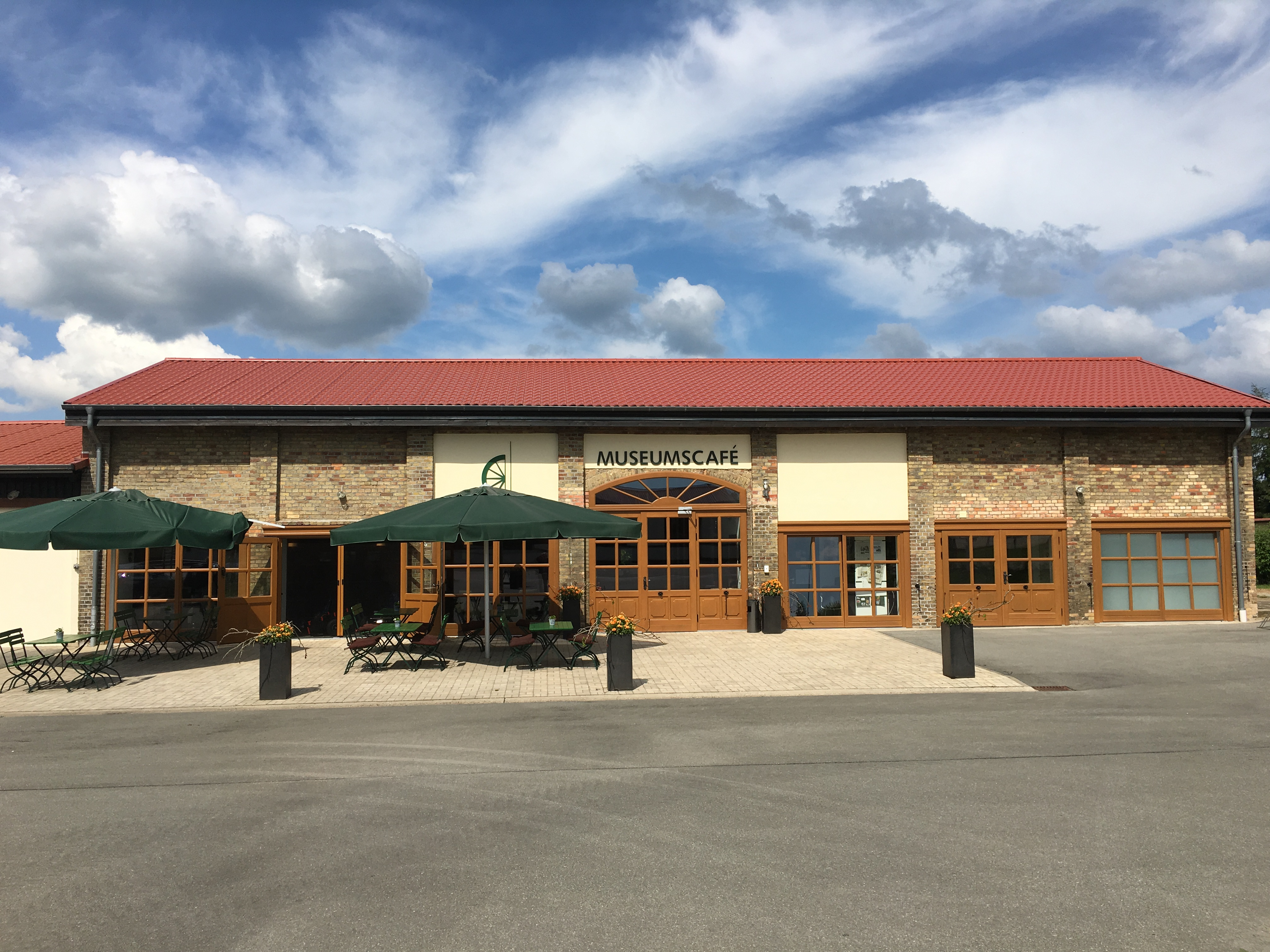
Café des Mecklenburgischen Kutschenmuseums (2016)

Das Mecklenburgische Kutschenmuseum befindet sich im zwei Kilometer südlich von Sternberg gelegenen Dorf Kobrow II im Landkreis Ludwigslust-Parchim in Mecklenburg-Vorpommern. Es besitzt eine der bedeutsamsten und größten Sammlungen in Deutschland.

## Allgemeines
In den vergangenen Jahren eröffneten verschiedene deutsche Museen Kutschenausstellungen und publizierten Bestandskataloge. Trotz dieses Engagements sind es in Deutschland vor allem Privatpersonen und Unternehmen, die sich mit dem Erhalt historischer Wagen und Schlitten sowie derer Erforschung widmen. In namhaften Technikmuseen spielen Kutschen nur eine untergeordnete Rolle, obwohl sie den Ausgangspunkt einer Entwicklung bilden, an deren Ende das heutige Automobil steht.
In Mecklenburg ist daher besonders das Engagement von Norbert Rethmann hervorzuheben, der mehrere Privatsammlungen übernahm und so den Verbleib dieser Kunstgüter in Deutschland gesichert hat. Rethmann will die historischen Fahrzeuge und Kutschen nicht nur der Nachwelt bewahren, er macht sie auch nach aufwendigen Restaurierungen im Mecklenburgischen Kutschenmuseum in Kobrow der Öffentlichkeit zugänglich. Träger des Museums ist eine gemeinnützige GmbH.

## Geschichte
Im Jahre 2003 entstanden die ersten Ideen zum Aufbau eines Kutschenmuseums auf dem ehemaligen Gelände des Volkseigenen Gutes (VEG) in Kobrow. Ab November 2005 begannen die Vorbereitungsarbeiten in der Halle 1, der ehemaligen Getreidehalle. Schon im November 2005 trafen die ersten Kutschen, Schlitten, Pferdemodelle, Ständer, Böcke, Kisten und Vitrinen ein. Ende Januar 2006 begannen die Bauarbeiten, die bis Ende Mai 2006 dauerten. Im Mai 2006 kamen noch weiteres Zubehör zu der bereits umfangreichen Sammlung. Darunter waren Reisekoffer, Handwerkerstände und einige Privatkutschen.

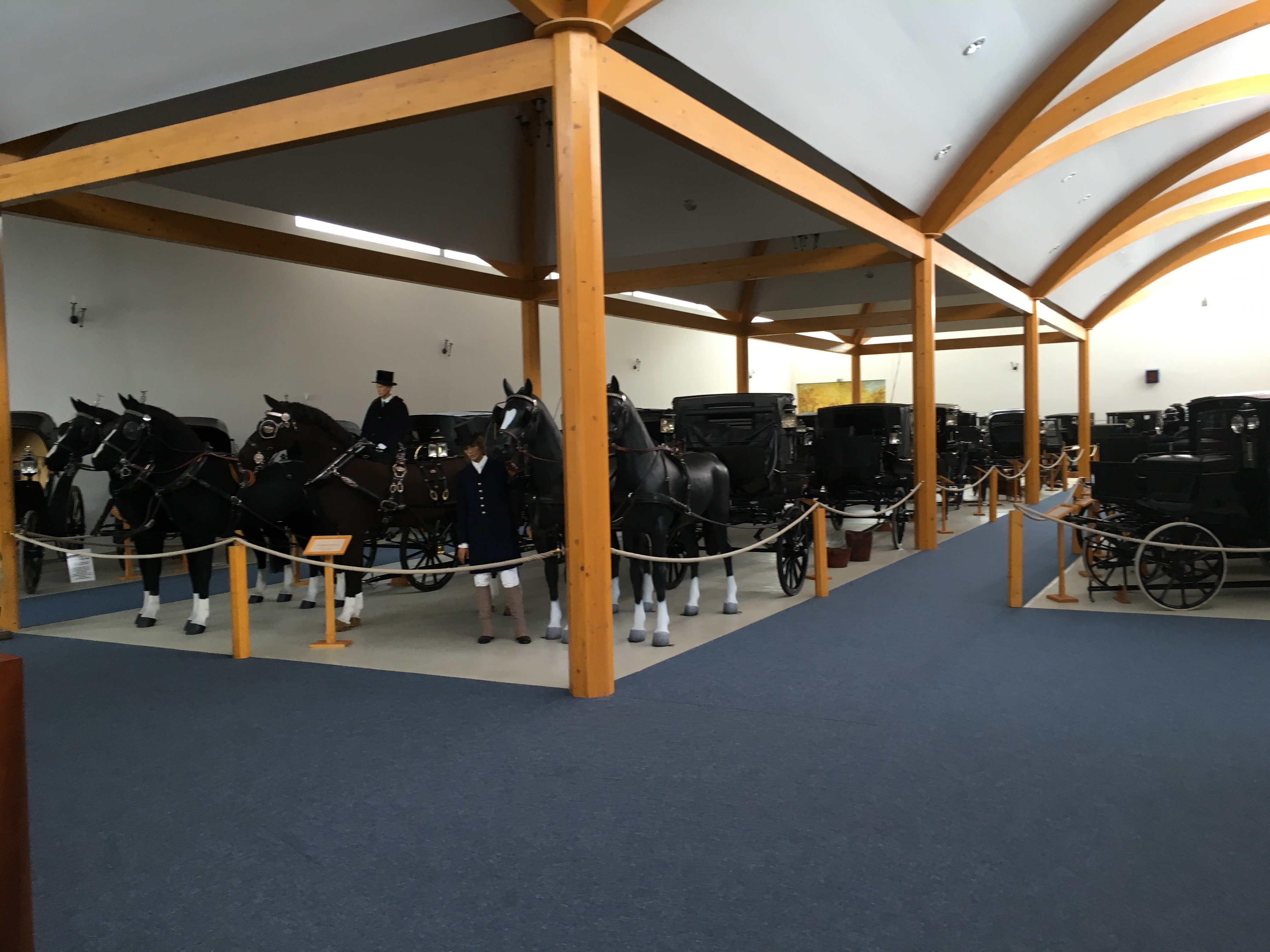
Ausstellungshalle (2016)

Durch den Förderverein unter Leitung von Norbert Schönborn erfolgte der chronologische Aufbau und die Anordnung der Exponate auf einer Ausstellungsfläche von 800 m². Die feierliche Einweihung erfolgte am 14. Juni 2006. Der Öffentlichkeit konnten danach diverse Kutschen, Pferdeschlitten, Pferdemodelle, in Vitrinen Modellkutschen mit Zubehör sowie Modellkutscher mit Kleidung gezeigt werden.
Mit dem Ankauf weiterer Exponate, wie Kutschen und Reisezubehör, wurde die Erweiterung des Museums erforderlich. Es kamen noch Kutschen und Galgengeschirr aus der Bayrischen Region und eine seltene Sammlung pferdegezogener Militärfahrzeuge des Ersten und Zweiten Weltkrieges mit diversem Zubehör, wie Militärgeschirren und Militärsätteln, Uniformen, Beobachtungsgeräten und Feldküchen hinzu.
Von Februar 2007 bis Mai 2007 wurde die Halle 2 entkernt und umgebaut. Einst war dort die Motoren- und Reparaturwerkstatt mit dem Materiallager des Volkseigenen Gutes untergebracht. Am 17. Mai 2007 erfolgte die Eröffnung der Halle 2 mit 600 m² Stellfläche. Unter den Exponaten sind Kutschen, Leichenwagen, Parkwagen, Feuerwehrspritzenwagen, Kleinviehtransporter, Feldküchen, Versorgungswagen, Planwagen Hf1 (Heeresfeldwagen), Planwagen im Originalzustand aus dem Zweiten Weltkrieg, Pferdetransportwagen, Infanteriekarren und Ständergestelle mit Pferd, Geschirr und Sätteln.
Die zwei Abstellräume der ehemaligen Werkstatt wurden zu einer Pferdegeschirrkammer umgebaut. Dort befinden sich auch 17 Kumtgeschirre, darunter zwei aus dem Königshaus Württemberg.
Durch den Ankauf weiterer Kutschen, Schlitten und Planwagen mit Zubehör reichten die zwei Ausstellungshallen nicht mehr aus. Daher wurde die Halle für Landmaschinen des Fördervereins zur Ausstellungshalle des Museums umgebaut. Am 30. Mai 2009 erfolgte die Eröffnung der Halle 3 mit 360 m² Ausstellungsfläche. Dabei wurde auch der Zustand der alten die Hofflächen erneuert und die Hofeinfahrt zum Gut verlegt, um eine geschlossene Museumsanlage zu erreichen. Der Erwerb vier gut erhaltener Originalkutschen aus Holland, eines schlesischen Korbgeflechtwagens und weiterer fünf seltener vorkommender Kutschen und Wirtschaftswagen machte eine erneute Erweiterung des Museums erforderlich.
Ende 2009 begann man mit dem Bau der Halle 4. Die Einweihung fand am 26. April 2010 statt. Auf einer Ausstellungsfläche von 540 m² werden besonders wirtschaftliche Fahrzeuge gezeigt.

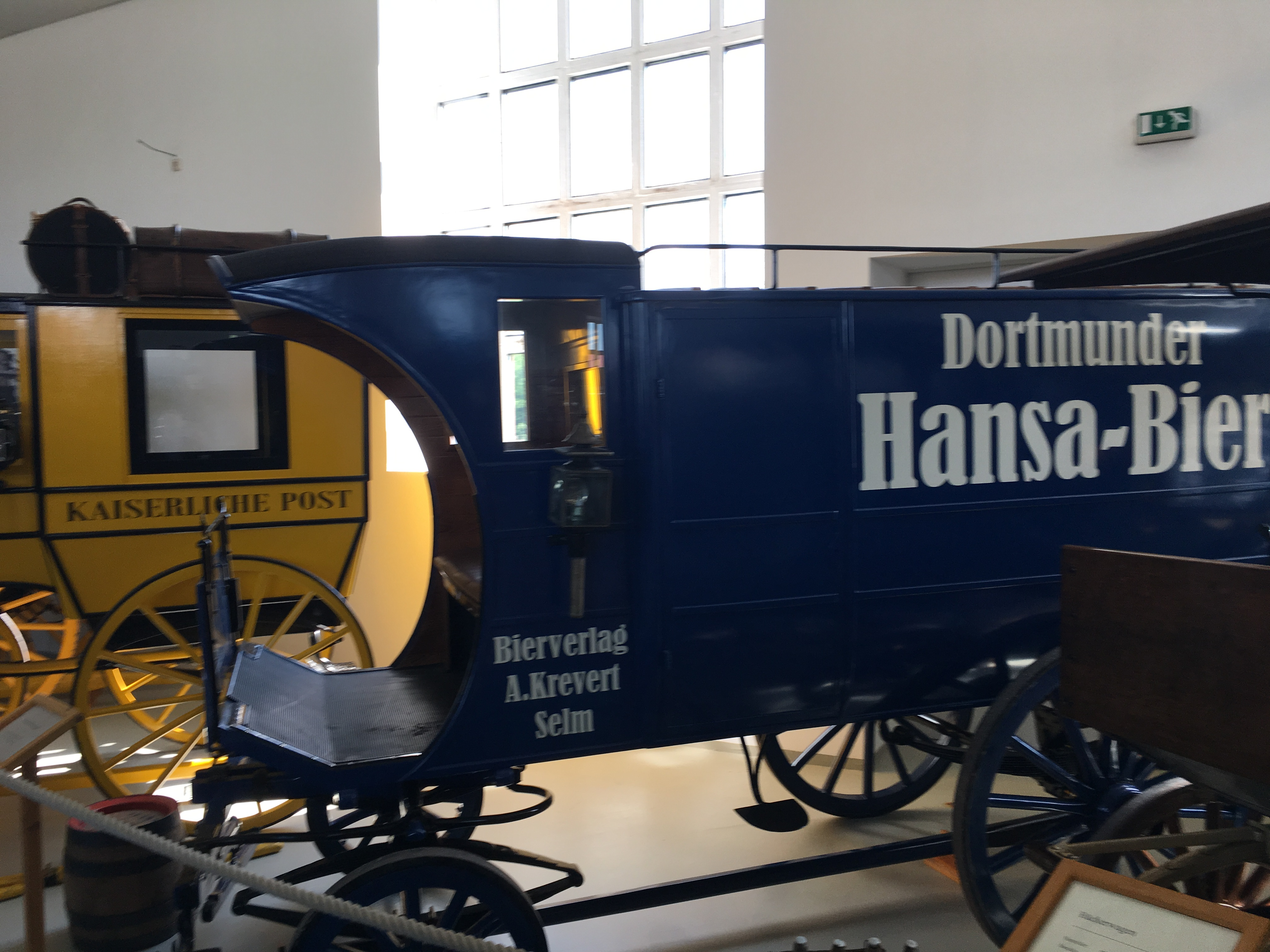
Bierwagen der Dortmunder Hansa und Postkutsche der Reichspost(2016)

Darunter sind Kutschen, Jagdwagen, Leichenwagen, Krankenwagen, Bäckerwagen, Flaschenbierwagen, Milchwagen und ein Gala-Geschirr von König Georg V. von Hannover.
Im Herbst 2010 wurde die Sammlung durch weitere Kutschen, wie eine mecklenburgische Postkutsche, einen Sanitätswagen und einer 8-fach gefederten Kindercalesche nochmals aufgewertet. Seit 2008 wurden 25 der gezeigten Kutschen umfassend restauriert.
In den Jahren von 2011 bis 2013 wurde die umfangreiche Kutschensammlung durch weitere Ankäufe und Schenkungen vergrößert. Neben Pferdegeschirren, Sätteln, Figuren und Zubehörteilen kamen auch zwei Original-Reiseapotheken, ein Milchkannenwagen, ein Schweizer Tour de Lac und ein irischer Jaunting Cass hinzu. Aus einer bayrischen Kutschensammlung kamen viele elegante Kutschen, wie Dreiviertel-Coupes, ein Original Private Cab aus England, ein Umbau-Landauer von der Hof-Wagenfabrik Gmehl und gewerblich genutzte Fahrzeuge. Der wertvollste Wagen war ein von Joseph Neuss gebauter Gala-Landauer aus dem Marstall vom Deutschen Kaiser Wilhelm II. in Berlin.
Die vorerst letzten baulichen Veränderungen erfolgten 2014. Die Halle des ehemaligen Agrarhofes mit Verkaufsladen, Nebenräumen und Büros wurden zur Ausstellungsfläche mit dem neuen Museumseingang umgestaltet. Nach dem Umbau des Museumsshops und dem bisherigen Café wurde auch ein geschlossener Rundgang durch das Kutschenmuseum geschaffen.

### Sammlungsbestand
In fünf Hallen mit einer Ausstellungsfläche von 3240 m² werden 191 von 216 Fahrzeugen und Kutschen mit Zubehör präsentiert. Darunter befinden sich Reise- und Ausfahrwagen, Kutschen, wirtschaftlich genutzte Wagen, Postkutschen, Milchwagen und Flaschenbierwagen, Beerdigungswagen, Kinderfahrzeuge und Pferdeschlitten, pferdegezogene Militärwagen, Feldküchen, Jagdwagen, Pferdegeschirr und Reisezubehör. Die Exponate stammen aus der Zeit zwischen 1800 und 1950 und zeigen die große Vielfalt an Bauarten von Fahrzeugen.
Im Museum sind Wagen, Kutschen, Schlitten und Zubehör aus 13 Nationen zu sehen: Dänemark, Deutschland, Frankreich, Großbritannien, Irland, Niederlande, Österreich, Polen, Russland, Schweiz, Tschechien, Ungarn und USA.

### Besonderheiten
Das Mecklenburgische Kutschenmuseum besitzt auch einen umfangreichen Bestand von Kutschen aus fürstlichen und königlichen Marställen.
Zwei Wagen kommen aus dem königlichen Marstall in Berlin. Der Leib-Mylord von Kaiserin Auguste Viktoria und ein Galawagen, ein Landauer a la Daumont.
- Der zweispännige Leib-Mylord wurde um 1908 in der Hof-Wagenfabrik Kühlstein in Berlin-Charlottenburg gebaut. Der Leibwagen der Kaiserin war dunkelblau lackiert, die Farbgebung der Berliner Marstallwagen war kirschrotbraun. Dieser Leib-Mylord durfte ausschließlich von der Kaiserin benutzt werden. Am Wagenkasten neben den Einstiegen befindet sich die Krone der Kaiserin. Die beiden Wagenlaternen zieren die preußische Königskrone. Die Wagennummer V. 6. steht für Viktoria Nr. 6.[8]
- Der Gala-Landauer a la Faumont wurde 1908 in der Hof-Wagenfabrik Neuss in Berlin gebaut. Diese im Mecklenburgischen Kutschenmuseum erhalten gebliebene vierspännige Kutsche war das 7.077 Fahrzeug der Hof-Wagenfabrik Neuss. Ursprünglich besaß der Wagen keinen Kutschbock, die auf den angespannten Pferden reitenden Jockeys lenkten den Wagen. Mit dieser Kutsche wurden Staatsgäste und Mitglieder der kaiserlichen Familie zu den Frühjahrs- und Herbstparaden auf dem Tempelhofer Feld in Berlin gefahren. Das Marstallpersonal nannte die Kutsche auch Paradewagen.[9]

Aus dem königlichen Marstall in Dresden besitzt das Kutschenmuseum einen Landauer.
- Der Landauer wurde um 1900 in der Hof-Wagenfabrik Gläser in Dresden als 3.984tes Fahrzeug hergestellt. Aufgrund seiner Wagenkastenform bezeichnet man dieses Modell als Shelburne-Landauer. In dieser zweispännigen Kutsche lassen sich die Fenster in den Türen versenken. Die königlich-sächsischen Wappen an beiden Türen wurden entfernt, doch an den Türgriffen befindet sich noch das sächsische Königswappen und ein Löwenkopf.[10]

Aus dem großherzoglichen Marstall in Darmstadt kommt ein Coupe Clarence.
- Den Coupe Clarence baute um 1880 der Huf- und Wagenschmied Eifert aus Frankfurt am Main für den Großherzog von Hessen-Darmstadt. Auf den Wagentüren befinden sich das kleine Staatswappen des Großherzogtums Hessen-Darmstadt und darunter ein aus den goldenen Buchstaben H und C gebildeten Monogramm.[11]

## Fahrzeugbauer
Im Mecklenburgischen Kutschenmuseum sind zahlreiche namhafte Fahrzeugbauer Europas und der USA mit ihren Erzeugnissen vertreten, die entscheidenden Einfluss auf die Entwicklung des Wagens- und Karosseriebaus genommen haben.
- Hof-Wagenfabrik Armbruster in Wien, Bestand: ein Leichenwagen um 1900
- Wagenfabrik Brewster & Company in New York City, Bestand: ein Coupe um 1800
- Wagenbau-Anstalt Brooks in Gettorf, Bestand: ein Gettorfer um 1910, ein Ralli Cart um 1910[12]
- Hof-Wagenfabrik Brozik & Sohn in Pilsen, Bestand: ein Jagdwagen um 1910
- Wagenfabrik Gebrüder Bussmann in Köln-Mülheim, Bestand: ein Spider 1928
- Hof-Wagenfabrik Darr & Axthelm in Eisenach, Bestand: ein Landaulet um 1890
- Hof-Wagenfabrik Dick & Kirschten in Offenbach, Bestand ein Mylord um 1880, ein Stanhope Phaeton um 1800
- Wagenfabrik Geissberger in Zürich, Bestand: ein Ambulanzwagen 1903 als 3.680stes Fahrzeug für die Gemeinde Uster[13]
- Hof-Wagenfabrik Gläser in Dresden, Bestand: ein Landauer um 1900
- Hof-Wagenfabrik Gmelch in München, Bestand: ein Stanhope Phaeton, ein Vis-a-Vis um 1880
- Wagenfabrik Goold Company in Albany, Bestand: ein Cutter (zweisitziger Pferdeschlitten) um 1900
- Hof-Wagenfabrik Hermans & Co in Den Haag, Bestand: ein 3/4-Landaulet um 1890, ein 3/4-Coupe um 1800[14]
- Wagenfabrik Hoffschulte in Berlin, Bestand: ein Herren-Phaeton um 1910
- Hof-Wagenfabrik Kathe & Sohn in Halle, Bestand: ein Vis-a-Vis mit einem Lederklappverdeck um 1800
- Hof-Wagenfabrik Kautt & Sohn in Karlsruhe, Bestand: Coupe, einst für einen königlichen Marstall gebaut
- Feuerlöschgerätefabrik Franz Kernreuther in Wien-Hernals, Bestand: eine Handdruckspritze um 1910
- Wagenfabrik Kimball Brothers in Boston, Bestand: ein Cutter (Pferdeschlitten) um 1900
- Hof-Wagenfabrik Kruck in Frankfurt a. M., Bestand: eine Berline um 1900, die als Leichenbegleitwagen genutzt wurde
- Hof-Wagenfabrik Kühlstein & Co in Berlin-Charlottenburg, Bestand: ein Leib-Mylord von Kaiserin Auguste Viktoria um 1908 und ein 3/4-Coupe d Orsay[15]
- Wagenhandlung Gebrüder Levy in Hamburg, Bestand: ein Trap um 1910, möglicherweise aus Großbritannien
- Hof-Wagenfabrik Lohner in Wien, Bestand: ein Vis-a-Vis mit zwei Lederklappverdecken um 1892[16]
- Hof-Wagen- und Karosseriefabrik Lueg in Bochum und Essen, Bestand: ein Einfahrwagen um 1900
- Hof-Wagenfabrik Gebrüder Markow in Moskau, Bestand: ein Pony-Phaeton um 1890
- Hof-Wagenfabrik Mayer in München, Bestand: ein Vis-a-Vis-Korbwagen mit Steckdach um 1870, ein Jagdwagen von 1893, ein Jagdbegleitwagen um 1910
- Hof-Wagenfabrik Neuss in Berlin, Bestand: ein Landauer a la Daumont des königlichen Marstalls in Berlin von 1908, ein Mylord um 1906, eine offene Coach (Break de Chasse), ein Demi-Mail Phaeton um 1906[17]
- Hof-Wagenfabrik Franz Nitzschke in Stolp, Bestand: ein 3/4 Coupe d Orsay um 1900
- Luxuswagenfabrik Noack in Berlin-Charlottenburg, Bestand: ein 3/4 Coupe
- Hof-Wagenfabrik Peters & Sons in London, Bestand: ein Park Drag um 1900
- Wagen- und Karosseriefabrik Pfeffer in Berlin, Bestand: ein Lanschützer mit Fabrikations-Nr. 979 um 1914, ein Landauer
- Wagenfabrik Sachs & Sohn in Hamburg, Bestand: ein Dos-a-Dos um 1890 für einen Gutsherren nahe Rostock[18]
- Hof-Wagenfabrik Scheurer & Co in Düsseldorf, Bestand: ein Landauer um 1900
- Hof-Wagen-, Waggon- und Automobilfabrik Schustala in Nesselsdorf, Bestand: ein Naturholz-Mylord um 1890
- Wagen- und Automobilfabrik Studebaker Brothers Manufacturing Company in South Bend in den USA, Bestand: ein Buggy um 1900[19]
- Hof-Wagenfabrik Utermöhle in Hildesheim, Bestand: ein Break de Chasse um 1910
- Hof-Wagenfabrik Zschau in Leipzig, Bestand: ein Coupe um 1890
- Wagenhandlung Zunder in Berlin, Bestand: ein Oppenheimer um 1910 von der Hof-Wagenfabrik Hof in Straubing